# Adam Kapa
Adam Kapa (ur. 1 października 1989 w Pradze) – czeski wioślarz.

## Osiągnięcia
- Mistrzostwa Świata Juniorów – Amsterdam 2006 – dwójka bez sternika – 12. miejsce[1].
- Mistrzostwa Świata Juniorów – Pekin 2007 – dwójka bez sternika – 6. miejsce[1].
- Mistrzostwa Świata – Linz 2008 – dwójka bez sternika wagi lekkiej – 15. miejsce[1].
- Mistrzostwa Świata U-23 – Račice 2009 – czwórka bez sternika wagi lekkiej – 18. miejsce[1].
- Mistrzostwa Świata U-23 – Brześć 2010 – dwójka podwójna wagi lekkiej – 12. miejsce[1].
- Mistrzostwa Europy – Montemor-o-Velho 2010 – dwójka podwójna wagi lekkiej – 12. miejsce[1].